# Greense dyade
Een greense dyade is een dyade (wiskunde) die een uitbreiding is van een greense functie naar meer dimensies. Voor het oplossen van de vergelijking
{\displaystyle (Lf)(r)=g(r)}
waarin {\displaystyle L} een lineaire operator voorstelt en {\displaystyle g(r)} een gegeven vectoriële functie van de plaatsvector {\displaystyle r} is en {\displaystyle f(r)} een gezochte vectorfunctie, wordt de oplossing gegeven door
{\displaystyle f(r)=\int \ldots \int G(r,r')\cdot g(r')\mathrm {d} V}
waarin {\displaystyle G(r,r')} de greense dyade is en {\displaystyle \cdot } het inwendig product van de dyade met de vector voorstelt.
Greense dyades hebben belangrijke toepassingen in de elektromagnetisme, zowel voor theoretische oplossing van in praktijk voorkomende vraagstukken met eenvoudige geometrie, als voor de oplossing met numerieke wiskunde van meer ingewikkelde vraagstukken.